# Satomi Watanabe
Satomi Watanabe (japanisch 渡邉 聡美 Watanabe Satomi; * 15. Januar 1999 in Yokohama) ist eine japanische Squashspielerin.

## Karriere
Satomi Watanabe begann ihre Karriere im Jahr 2014 und gewann bislang zehn Titel auf der PSA World Tour. Ihre beste Platzierung in der Weltrangliste erreichte sie mit Rang sechs am 30. Juni 2025. Mit der japanischen Nationalmannschaft nahm sie 2016, 2018, 2022 und 2024 an der Weltmeisterschaft teil, sie stand zudem bereits mehrfach im japanischen Kader bei Asienmeisterschaften. Im Einzel stand sie 2017 nach erfolgreicher Qualifikation erstmals im Hauptfeld der Weltmeisterschaft und erreichte bei der Asienmeisterschaft das Viertelfinale. Bei den Asienspielen 2018 gewann sie mit der Mannschaft die Bronzemedaille. Im Jahr 2017 wurde sie nach einem Finalsieg über Misaki Kobayashi japanische Meisterin und verteidigte den Titel 2018 und 2019. Bei den 2023 ausgetragenen Asienspielen 2022 in Hangzhou gewann sie im Einzel die Bronzemedaille. Zwei Jahre darauf sicherte sie sich bei den World Games nach einem Finalsieg gegen Marie Stephan die Goldmedaille.

## Erfolge
- Gewonnene PSA-Titel: 10
- Asienspiele: 2 × Bronze (Mannschaft 2018 und Einzel 2022)
- Japanischer Meister: 5 Titel (2017–2019, 2022, 2024)
- World Games: 1 × Gold (2025)